# Duarte Belo
Duarte Belo (Lisboa, abril de 1968) é um fotógrafo e tradutor português, filho do poeta Ruy Belo.

## Biografia
Iniciou atividade como arquiteto (licenciatura em Arquitetura, em 1991, pela Faculdade de Arquitetura da Universidade Técnica de Lisboa) e desde 1985 que desenvolve trabalho nas áreas da fotografia e edição. Expõe pela primeira vez em 1987 e publica desde 1990. 

## Trabalho
O trabalho é fundamentalmente composto por dois conceitos base que se interpenetram, podendo ser considerado um terceiro núcleo sobre o ofício e as metodologias da fotografia.
O primeiro conceito de atividade incide sobre a paisagem e arquitetura, quase sempre do espaço português num levantamento fotográfico documental sistemático que evolui no sentido da descoberta progressiva de um país, desde a natureza geológica e coberto vegetal das paisagens à imensa complexidade  das marcas   deixadas no solo pelos gestos humanos que permanecem na terra ao longo de milénios e definem uma identidade. É aqui procurada a matéria e topografia dos lugares e também a singularidade das formas do povoamento, as soluções para a afirmação do desejo de transformação do lugar natural num território humano. 
Deste trabalho, sobre todo o espaço português, podemos destacar as obras: Portugal: O Sabor da Terra (1996-1997), Portugal Património (2007-2008). Num âmbito mais especifico, sobre regiões ou lugares concretos, nalguns casos fora de Portugal, podemos referir: À Superfície do Tempo: Viagem à Amazónia, O Vento sobre a Terra: pontamentos de Viagens, A Linha do Tua, Sabor-Mamoré: Viagem de Comboio sobre o Mar. 
O segundo conceito opera numa escala diferente, são fotografias de objetos, espaços interiores ou lugares específicos, que fazem aproximações a rostos humanos, mas também a detalhes da paisagem que podem mostrar um certo mistério das coisas e dos seres. Desta abordagem podemos destacar obras como Orlando Ribeiro: Seguido de uma Viagem Breve à Serra da Estrela, Ruy Belo: Coisas de Silêncio, Olívia e Joaquim: Doces de Santa Santa Clara em Vila do Conde; Comboios de Livros; Os Rostos de Jesus.
Um terceiro conceito, com um certo carácter autobiográfico, incide sobre o próprio ofício de fotógrafo e viajante, onde a especificidade e construção metodológica é explorada como elemento de relação com a terra e com as matérias da própria fotografia, onde as evoluções tecnológicas, como a transição de uma fotografia dita analógica para a fotografia digital, são mostradas como se de uma paisagem nova se tratasse. Está aqui também presente a abordagem ao manuseio de um extenso arquivo fotográfico. Estes  aspetos de ofício sobretudo sobretudo apresentados em algumas exposições como o vento sobre a terra, palavra, lugar, ou a construção da fuga, ou no blog Cidade Infinita. 
Trata-se de uma fotografia que procura uma face humana construída sobre o fascínio por um mundo dado, uma realidade em que o "belo" se insinua como um incontornável motor da vida.
Desenvolve atualmente o projeto Horizonte Portugal, que visa disponibilizar online uma parte significativa do seu arquivo fotográfico sobre Portugal. Iniciado em 1985, este arquivo, organizado e sistematizado, contém mais de 1.000.000 de imagens, em suporte analógico e digital.  

## Obras Seleccionadas
Entre as suas obras encontram-se: 
- Os Rostos de Jesus: Uma Revelação. Círculo de Leitores/Temas e Debates. Lisboa. 2013
- Sabor - Mamoré – Viagem de Comboio Sobre o Mar. Biblioteca Nacional de Portugal. Lisboa. 2013.
- A Linha do Tua. Dafne Editora. Porto. 2013.
- A Torre. Texto de Maria Inês Cordeiro. Documenta. Lisboa. 2013.
- Portugal - Luz e Sombra – O País Depois de Orlando Ribeiro. Círculo de Leitores/Temas e Debates. Lisboa. 2012.
- Lisbon Ground. Curadoria de Inês Lobo. Catálogo da 13ª Bienal de Arquitetura de Veneza. Secretaria de Estado da Cultura/ Direção Geral das Artes. Lisboa. 2012
- O Núcleo da Claridade – Entre as Palavras de Ruy Belo. Assírio & Alvim. Lisboa. 2011.
- Cidade do Mais Antigo Nome. Poemas de José Luiz Tavares. Assírio & Alvim. Lisboa. 2009.
- Comboios de Livros. Textos em parceria com Maria Inês Cordeiro. Assírio & Alvim. Lisboa. 2009.
- O Príncipe Urso Doce de Laranja. Assírio & Alvim. Lisboa. 2009.
- Portugal – Atlas do Património. Com Álvaro Duarte de Almeida e Júlia Mateus. Círculo de Leitores. Lisboa. 2008.
- Portugal – Olhares sobre o Património. Círculo de Leitores. Lisboa. 2008.
- Portugal Património – Guia-Inventário do Património Cultural e Natural, em Sítio, de Portugal. Com Álvaro Duarte de Almeida. 10 Volumes. Círculo de Leitores. Lisboa. 2007-2008.
- Fogo Frio - o vulcão dos Capelinhos. Assírio & Alvim, 2008.
- Olívia e Joaquim - Doces de Santa Clara em Vila do Conde. Assírio & Alvim, 2007.
- Terras templárias de Idanha. Assírio & Alvim, 2006.
- Território em espera - Algarve interior. Assírio & Alvim, 2005.
- Geografia do caos. Assírio & Alvim, 2005.
- Uma Espada trespassa o coração. Assírio & Alvim, 2003.
- O Vento sobre a Terra - apontamentos de viagens. Assírio & Alvim, 2002.
- O Leitor Escreve para que Seja Possível. Assírio & Alvim, 2001.